# Perissomma congrua
Perissomma congrua är en tvåvingeart som beskrevs av Donald Henry Colless 1969. Perissomma congrua ingår i släktet Perissomma och familjen Perissommatidae. Inga underarter finns listade i Catalogue of Life.